# Aguinaldo Boyacense
El Aguinaldo Boyacense es un evento cultural catalogado como patrimonio cultural de Tunja es realizado anualmente en la ciudad de Tunja, Boyacá entre el 16 y el 22 de diciembre.

## Historia
La creación del Aguinaldo Boyacense tuvo su primera versión el 16 de diciembre de 1955 como una festividad oficial del municipio en la cual se debe al sargento de Policía Carlos Júlio Umaña Torres a quien se le ocurrió disfrazar a algunos policías para llevar la Navidad a las calles. En 1959 se institucionalizó la fiesta. 
Es un importante evento de carácter cultural que identifica a la región y hace parte de su historia.  
Durante los 63 años de tradición pueden disfrutarse un sinnúmero de eventos y atracciones como desfiles de carrozas, comparsas, disfraces, música, eventos culturales, artísticos, deportivos y concursos infantiles, entre otros.
El aguinaldo tiene un modelo de presentación diaria en la que cada día se presenta un género de música diferente, esta propuesta fue comenzada en el año 2013 bajo la alcaldía de Fernando Flórez Espinoza, en 2016 se suprime el Consejo Superior de Policía y la organización del aguinaldo pasa de manera directa a la Alcaldía Mayor de Tunja a través de la Secretaría de Cultura y Turismo.
El aguinaldo se ha celebrado de manera ininterrumpida desde su fundación hasta la actualidad durante los días institucionales de la celebración, pero hubo dos momentos en que se suspendió su programación: el 18 de diciembre de 1986 debido al asesinato del director del diario El Espectador Guillermo Cano y el 16 de diciembre de 1996 por situación de orden público derivado de un paro cívico en rechazo a la decisión de entregar en concesión el servicio de acueducto a cargo de la empresa española Ser AqA; en 2020 por primera vez el aguinaldo no se realizó de manera presencial debido a la Pandemia de COVID-19, el cual se pudo realizar con actividades de manera virtual y presentación de artistas locales en el Teatro Bicentenario (antiguo Teatro Suárez Rendón) que fueron transmitidos por el canal local Telesantiago y las redes sociales de la Alcaldía Mayor, además se exhibieron pequeñas carrozas elaboradas por distintas barrios de la ciudad en la Plaza de Bolívar.

## 64° Aguinaldo Boyacense 2018
La 64° edición del Aguinaldo Boyacense, celebrada en la ciudad de Tunja, tuvo lugar entre el 16 de diciembre y el 22 de diciembre de 2019. El evento contó con la presencia de una gran nómina de Artistas Locales, Nacionales, e Internacionales, con muchas propuestas y actividades realizadas en este evento anual.
El evento estuvo organizado por: Pablo Emilio Cepeda (Alcalde Mayor De Tunja) Ana Isabel Hernández (Gestora Social del Municipio) Elvia Lucía Martínez (Secretaría de Cultura y Turismo de Tunja) Ángela Alexandra Quintero (Asesora de Comunicaciones) Rosana Aidé Montañez (Directora de Núcleos Culturales y asesora de la planeacion del Aguinaldo ) y Fernando Dussan(empresario encargado del montaje y producción del evento).
Esta versión del Aguinaldo estuvo dirigida en su totalidad  a las personas mayores de 18 
y Turismo de la ciudad, medida que según la administración permitió una mejor organización y logística.

## La Fiesta De Tunja Para El Mundo
Durante el Aguinaldo Boyacense también se lleva a cabo La cabalgata infantil en el lomo de caballitos de madera, Exposiciones de manualidades y artesanías, Encuentros musicales de diversos géneros, Muestras folclóricas, teatro, Eventos deportivos como la Carrera Atlética Open de Limitados Visuales de Boyacá, circuitos ciclísticos y muestras audiovisuales.
Asistir a esta memorable festividad es un oportunidad para conocer la Plaza de Bolívar de Tunja, reconocida como la más grande de las poblaciones hispánicas en América Latina y para adquirir artesanías boyacenses y encontrarse una gran variedad de cerámicas, cestas y orfebrería de inspiración indígena, tejidos elaborados en algodón y fique e incluso piezas elaboradas en Tagua.
- Datos: Q2834900